# Kumulatywizm
Kumulatywizm – pogląd w filozofii nauki głoszący, że każde nowe odkrycie jest tylko wzbogaceniem istniejących już teorii. Kumulatywistyczna zasada korespondencji polega na tym, że nowa teoria, żeby zostać przyjętą musi wchłonąć starą teorię jako swój szczególny przypadek.